# Jiří Horáček (hudební skladatel)
Jiří Horáček (29. července 1941, Mladá Boleslav – 4. srpna 2020) byl český hudební skladatel a pedagog.

## Život
V 60. letech studoval obor klasická kytara a skladba na Lidové konzervatoři v Praze, dnes Konzervatoř J. Ježka u profesorů Milana Tesaře a Harryho Macourka. Později v letech 1970–1975 se vzdělával v oboru kytara na Státní konzervatoři v Praze u profesorů Štěpána Urbana a Vladimíra Večtomova a v letech 1980–1985 na téže škole obor skladba u Ilji Hurníka a Jarmila Burghausera.
Jiří Horáček pedagogicky působil na několika školách, především vyučoval klasickou kytaru na ZUŠ Mladá Boleslav a na ZUŠ Praha 4 – Spořilov. Zasedal v porotách kytarových soutěží. Spolupracoval s MŠMT na tvorbě instruktivní literatury pro výuku hry na kytaru.
V roce 1990 založil autorské hudební vydavatelství Tercie, ve kterém vydával pedagogickou literaturu pro výuku hry na kytaru a klavír.
V roce 2018 se stal laureátem Ceny města Mladá Boleslav.

## Dílo

### Instruktivní pedagogická literatura

#### Kytara
- K lidové písni s kytarou (1978)
- Moje kytara 1 a 2 (1982)
- Kytarové etudy 1–3 (1982–87)
- Vánoce s kytarou – koledy (1990)
- Kytara pro každého 1–4  (1990–91)
- Kytarové hrátky (1992)
- Tři capriccia pro kytaru (1993)
- Procitnutí a sluneční píseň (1998)
- Romance pro 6 strun 1–2 (2001–02)
- Kytarový mikrokosmos 1–2 (2001–05)
- Už hraju na kytaru – kytarová čítanka (2003)
- Šest capriccií pro dvě kytary (2004)
- Muzicírujeme v páté poloze (2008)
- Tři kytarová dua (2018)

#### Klavír
- Víkend (1991)
- Dobrá zpráva (1991)
- Daleká plavba (1992)
- Pozdrav z prázdnin (1994)
- Barevné okno (1998)
- Živá voda (2007)

### Vážná hudba

#### Programní a symfonické skladby
- Symfonie pro velký orchestr (1985)
- Zrození divadla – fantazie pro smyčcový orchestr (2009)
- Hommage a B. Smetana – symfonická  báseň pro smyčcový orchestr (2009)
- Letní partita pro smyčcový orchestr (2018)
- Výstraha – sonáta pro smyčcový orchestr (2020)

#### Komorní tvorba
- Fantazie pro flétnu a klavír (1976)
- Sonáta pro housle a kontrabas (1976)
- Musica per flauto e violino (1979)
- Sonáta pro smyčce a bicí (1980)
- Sonáta pro tři saxofony (1982)
- Malá partita pro saxofon (1985)
- Jezero – sonáta pro čtyřruční klavír (1986)
- Saxofonový kvartet Mont Blanc (1986)
- Pomník ptákům – sonáta pro dva saxofony (1988)
- Hradčany – sonáta pro saxofonové kvarteto (1991)
- Sen o Irsku – pro sólovou kytaru (2003)
- Musica per flauto e violino II. (2008)
- Indiánská píseň  pro dvoje housle a violoncello (2012)
- Prolog – pro klarinet, trubku, pozoun a klavír (2012)
- Klavírní trio in G (2013)
- Kytarový kvartet (2018)

#### Syntéza jazzu a vážné hudby
- Blues pro dva trombony a velký smyčcový orchestr (1970)
- Dětská suita (Collegium) (1970)
- Léto (1970)
- Nápad za 112 vteřin (1970)
- Oranžový měsíc (1970)
- Suita pro jazzový orchestr (1970)
- Ritus (1971)
- Oživené sochy (1972)
- Ex voto (1972)
- Čekání (1973)
- Válečný tanec (1973)
- Pět kusů pro Collegium (1974)
- Bluesové variace pro sólovou kytaru (2003)
- Jazzové hrátky pro klavír (2008)

#### Sólové skladby
- Česká modlitba (2004)
- Koncertní studie pro kytaru 1,2,3 (1974)
- Sen o Irsku (2003)
- Ztišení – suita pro klavír (2009)

#### Vokální skladby
- Slova na strunách – vokální cyklus na slova P. Verlaina (1978)
- Ozvěny větru – sborový cyklus na slova F. G. Lorcy (1981)
- Písně o vodě pro alt a kytaru na slova F. Branislava (1981)
- Dětské písně (1983)
- Chanson o duši (2001)
- Jáhnové – vokální skladba na biblický text (2003)
- Variace na píseň Ej padá rosička  pro tři ženské hlasy a basso continuo (2004)
- Za oponou deště pro mezzosoprán, housle, flétnu a kytaru (2004)